# エド・サリヴァン
エドワード・ヴィンセント・サリヴァン（Edward Vincent Sullivan, 1901年9月28日 - 1974年10月13日）は、エド・サリヴァン（Ed Sullivan）としてよく知られたアメリカ合衆国の娯楽作家兼テレビ司会者。1950年代から1970年代にかけて人気の頂点にあった、その名を冠した『エド・サリヴァン・ショー』の司会者として現在もよく知られる。

## 経歴

### 生い立ち
1901年、ニューヨーク州ニューヨークハーレムに住む、税関官吏でアイルランド系のピーター・アーサー・サリヴァンの長男として生まれた。
ピアノの名手として知られ、また高校時代にはアメリカンフットボールのハーフバックとして活躍した。

### 記者時代
ボクサーを目指していたものの、その後サリヴァンは1919年に地元のスポーツ新聞の記者となり、1920年代にはAP通信やモーニング・テレグラフのスポーツ記者を務めた。特に得意としたアメリカンフットボールにおける反人種差別的なコラムは大きな反響を呼んだ。
またサリヴァンはラジオでの報道原稿を執筆した。サリヴァンはその放送経歴の全体にわたり様々な報道原稿を書き続け、この頃にニューヨーク・デイリーニューズの劇場コラムニストとなり、ブロードウェイのショーとゴシップに関するものとして高い評判を得た。

### ラジオ司会
1930年代後半よりニューヨークのラジオシティ・ミュージックホールで行われ、ラジオで全国放送される年次ダンスホールの司会を10年以上務めるなど、幅広い活躍を見せた。

### エド・サリヴァン・ショー

#### トースト・オブ・ザ・タウン

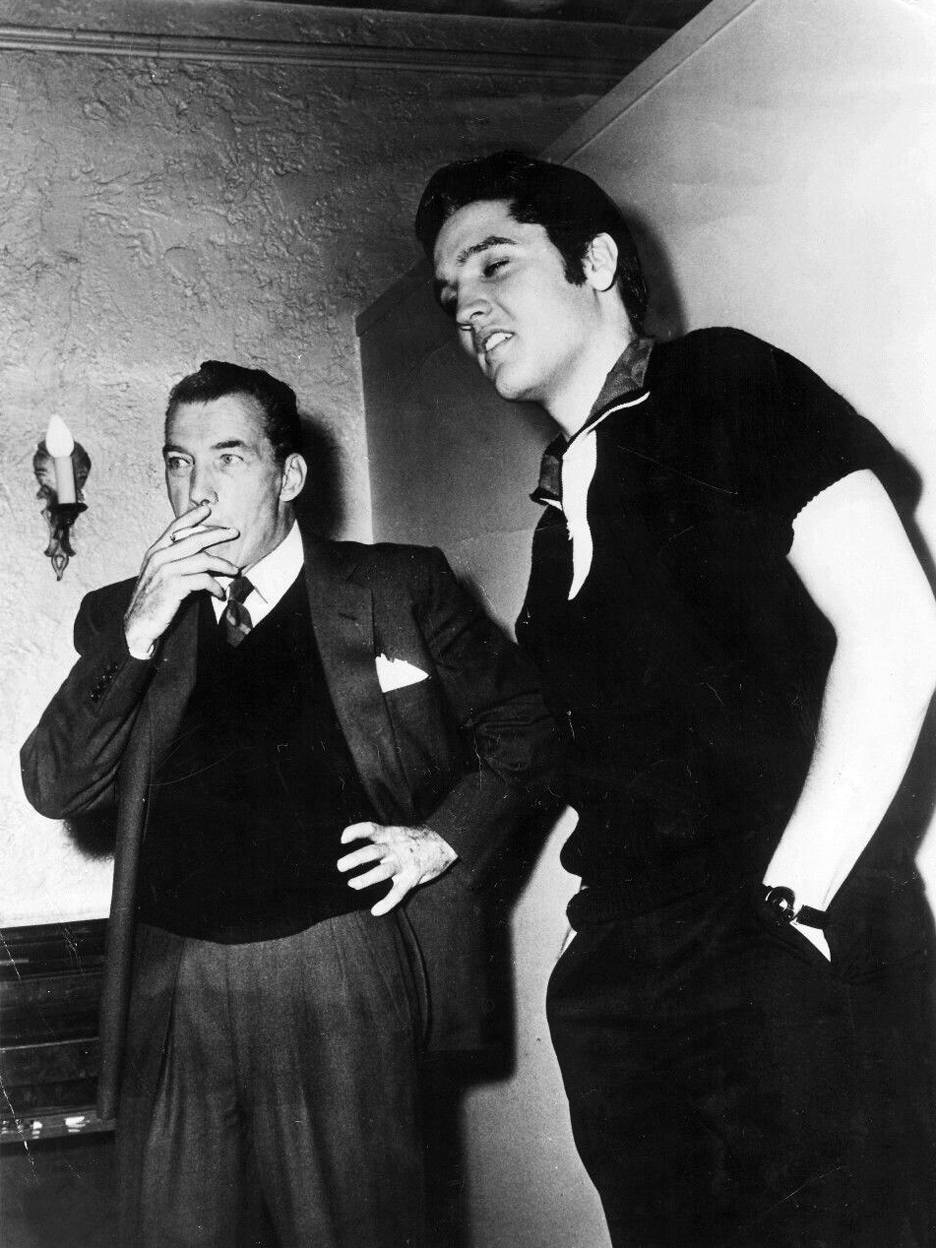
エルヴィス・プレスリー（15656年）

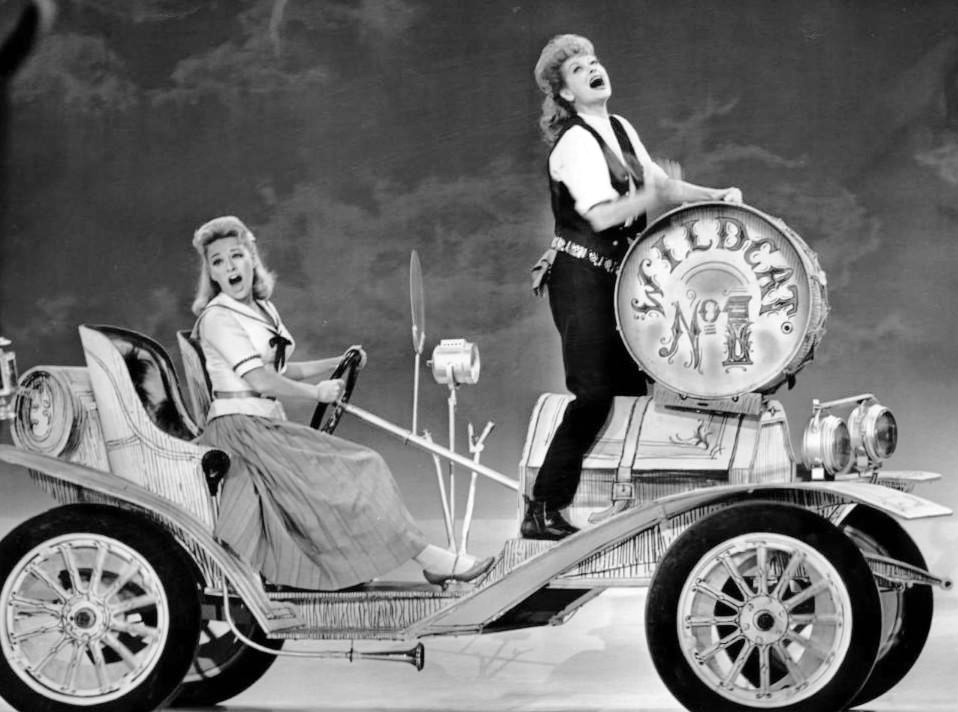
ルシール・ボールとポーラ・スチュワート（1961年）

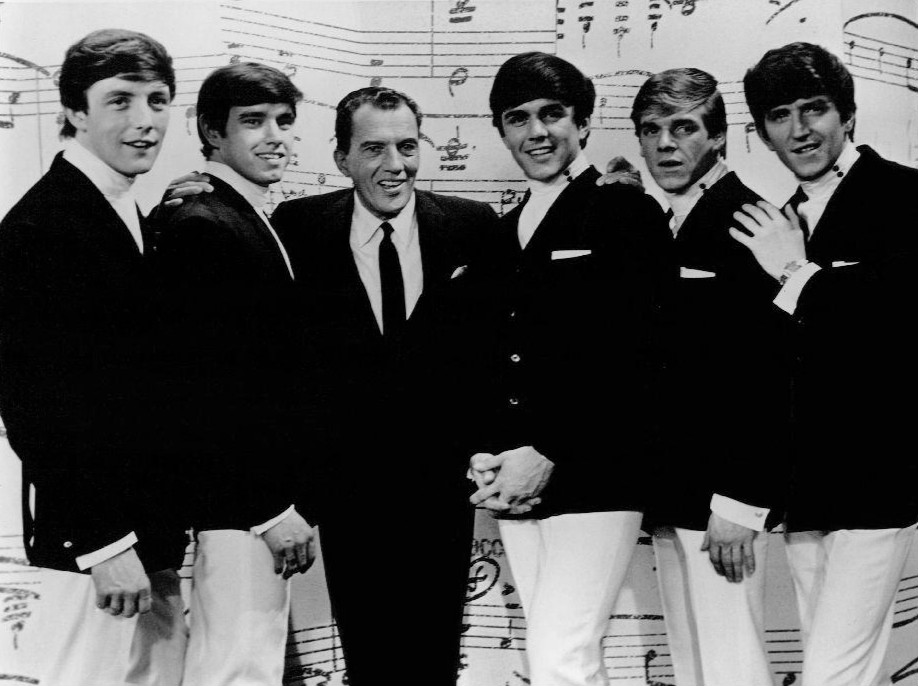
デイブ・クラーク・ファイブとエド・サリヴァン（1964年）

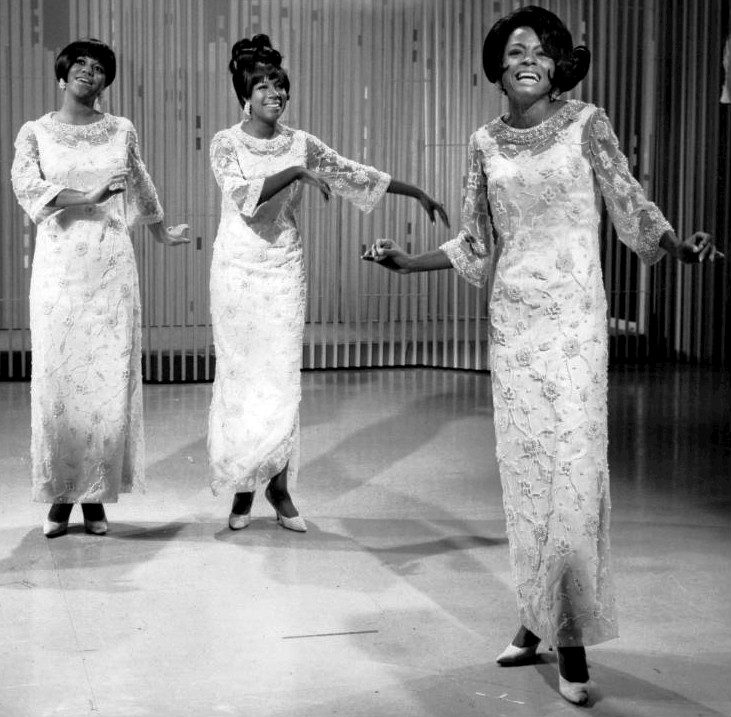
スプリームス（1966年）

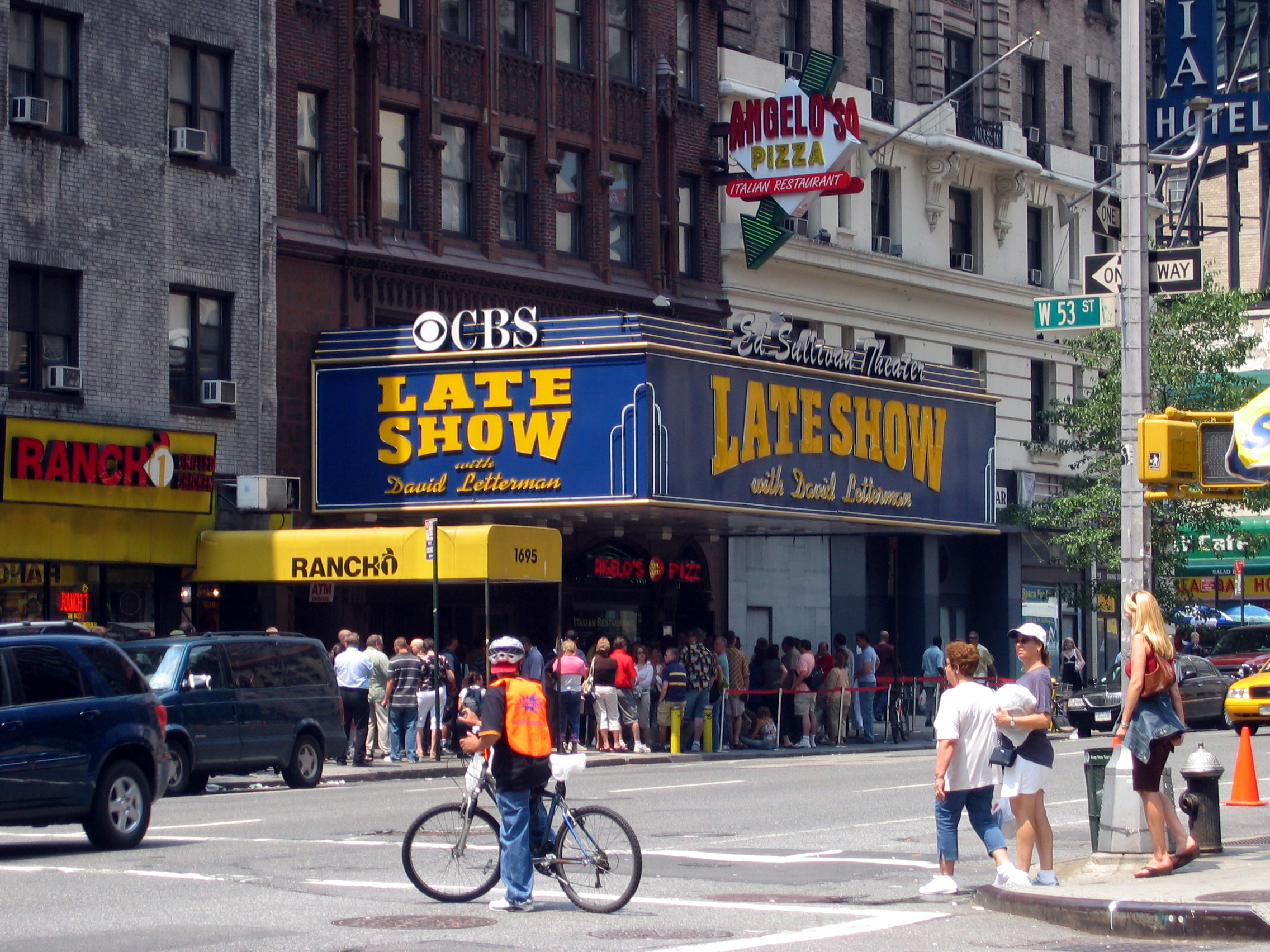
エド・サリヴァン・シアター

ラジオで全国放送されるダンスホールの司会がテレビ制作者の目を引き、アメリカにおけるテレビの黎明期である1948年に、CBSネットワークは日曜夜のテレビ・バラエティショーの司会としてサリヴァンを起用した。
番組はニューヨークのCBSスタジオ50から放映され、番組名は当初『トースト・オブ・ザ・タウン』であった。

#### アメリカを代表するバラエティー
1955年9月に番組は『エド・サリヴァン・ショー』に改名される。アメリカにおいてテレビがエンターテインメントの中心となった1950年代から1960年代にかけて、アメリカを代表するテレビ・バラエティーとして一世を風靡し、エルヴィス・プレスリーやジェームス・ブラウン、コール・ポーターやジャクソン5、ビートルズやカルメン・ミランダなどのジャンルを問わず大スターを出演させ、番組の視聴率は高まる一方であった。

#### 多彩な出演者
1964年に公民権法が施行される以前のアメリカにおいては人種差別が合法であり、南部を中心に有色人種のエンターテイナーの出演を断る劇場が多く存在していたにもかかわらず、サリヴァンはキャブ・キャロウェイやナット・キング・コール、ハリー・ベラフォンテやダイアナ・ロス、スティービー・ワンダーなどのアフリカ系アメリカ人の歌手やグループを出演させていた。
また、無名のスター候補を世に出したり、世界各国のスターをアメリカの一般大衆に紹介する役目も任じていたサリヴァンは、ビートルズやローリング・ストーンズのアメリカにおける初のテレビ出演を実現させたほか、日本からも当時アメリカでは無名だったジャッキー吉川とブルーコメッツやザ・ピーナッツを招聘している。
このようにジャンルや人種、国籍を問わない出演者の選定は、保守的思想を持ちながら人種差別に否定的で、かつ先見の明があるサリヴァンの方針を受けたものであり、番組は公民権施行などを受けて、白人中心社会からの改革を進めていたアメリカの大衆から大きな支持を受けた。

#### 価値観への配慮と人種差別への態度
サリヴァンは老若男女を問わない幅広い視聴者層へ配慮することと、当時のアメリカの堅苦しい放送コードに合わすため、当時のアメリカの「典型的保守層の価値観」をあえて番組に持ちこんだ。
1950年代のプレスリーの登場時の服装や、腰から下を移さないカメラの位置、1960年代のドアーズやローリング・ストーンズの登場時の歌詞の変更など、現代では滑稽と思えるような様々な逸話を提供することになった。
しかし同時に、サリヴァンは人種差別には毅然たる態度をとり、1950年代後半には有色人種を多く出演させることに拒否反応を見せた番組スポンサーの自動車会社「リンカーン」と対立。まもなく同社が番組スポンサーを降りるも、堂々とした態度でこれを受け止め多くの視聴者から喝采を受けた。

#### エド・サリヴァン・シアター
これらの功績により、1967年にCBSスタジオ50は『エド・サリヴァン・シアター』と改名された（現在その時間帯には『ザ・レイト・ショー・ウィズ・スティーヴン・コルベア』が放送されている）。

#### 番組終了
しかし、レジャーの多様化やベトナム戦争を経てアメリカ社会全体の価値観が変化しつつあった1970年代になると、このような保守的な構成が飽きられた『エド・サリヴァン・ショー』の視聴率は20位にも届かなくなっていた。
このため、CBSの上層部は1971年6月6日をもって番組を終了した。サリヴァンはこれに激怒し、1973年に『エド・サリヴァン・ショー』25周年記念番組ほかの特番に出演するまでCBSと絶縁した。

### 死去
番組終了後わずか3年後に食道癌で1974年に死去し、マンハッタンから北に40kmほどの郊外にある高級住宅街、ニューヨーク州ハーツデールのファーンクリフ墓地に埋葬された。

## 評価

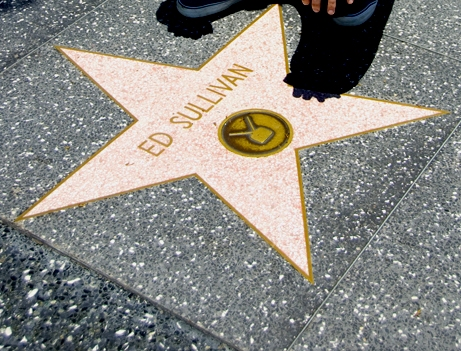
ハリウッド・ウォーク・オブ・フェームの星

その豊かな想像力とは逆に、サリヴァンは演技力をほとんど持たずコメディアン達の揶揄の対象となった（彼らはサリヴァンの無表情さを「Great Stone Face（偉大な石顔）」と呼んだ）。
また、彼の独特の発音（「ショウ」を「シュウ」と発音する癖があった）もコメディアンの物まねの対象にされ、番組内であるコメディアンがそれを披露した時、本人は苦笑していた。コラムニストのハリエット・ヴァン・ホーンは「彼は『個性を持たない』という個性でその地位を得た。彼は最も一般的なのである」と評した。サリヴァンはこれに対し短文で返答した。
Dear Miss Van Horne,
You bitch.
Sincerely, Ed Sullivan
対訳:「拝啓、ヴァン・ホーン様。
この、性悪女。
敬具、エド・サリヴァン」
その功績が評価され、カリフォルニア州のハリウッド大通り6101にある「ハリウッド・ウォーク・オブ・フェーム」に星を持っている。